# Катленбург-Линдау
Катленбург-Линдау (њем. Katlenburg-Lindau) општина је у њемачкој савезној држави Доња Саксонија. Једно је од 12 општинских средишта округа Нортхајм. Према процјени из 2010. у општини је живјело 7.404 становника. Посједује регионалну шифру (AGS) 3155007.

## Географски и демографски подаци
Катленбург-Линдау се налази у савезној држави Доња Саксонија у округу Нортхајм. Општина се налази на надморској висини од 139 метара. Површина општине износи 71,5 km². У самом мјесту је, према процјени из 2010. године, живјело 7.404 становника. Просјечна густина становништва износи 104 становника/km².

## Међународна сарадња
| Мјесто | Држава               | Врста сарадње | Од    |
| ------ | -------------------- | ------------- | ----- |
| Дерсли | Уједињено Краљевство | контакт       | 2000. |
| Извор  |                      |               |       |